# Liste der Naturdenkmale im Kreis Steinburg
Die Liste der Naturdenkmale im Kreis Steinburg enthält die Naturdenkmale des Kreises Steinburg in Schleswig-Holstein.
Link zu einem Kartenansichtstool (u. a. um Koordinaten zu setzen)

| Bild            | Bezeichnung | Ort                  | Lage                              | Beschreibung | Datum  | Nummer |
| --------------- | --- | -------------------- | --------------------------------- | --- | ------ | ------ |
| Fotos hochladen | Ilexgruppe auf einem Knick | Oeschebüttel         | (54° 0′ 8,4″ N, 9° 42′ 48,7″ O)   | | [ 2 ]  | 1      |
| Fotos hochladen | Mehrere hundert Jahre alte Eiche | Lockstedt            | (54° 0′ 14,8″ N, 9° 41′ 10,7″ O)  | | [ 3 ]  | 2      |
| Fotos hochladen | Eibe | Kellinghusen         | (53° 57′ 9,2″ N, 9° 43′ 11″ O)    | (Schutzwürdigkeit wird angezweifelt, 2015 nicht mehr als Weblink vorhanden)                                                 |        | 3      |
| BW              | Eiche mit typischem Kronenaufbau | Kellinghusen Rensing | (53° 58′ 6,9″ N, 9° 43′ 46,8″ O)  | | [ 4 ]  | 4      |
| Fotos hochladen | Die Brake 1 entstand zusammen mit Brake 2 bei einem Deichbruch 1756.                                                                                             | Kollmar              | (53° 44′ 52,1″ N, 9° 26′ 16,9″ O) | | [ 5 ]  | 5      |
| Fotos hochladen | Die Brake 2 entstand zusammen mit Brake 1 bei einem Deichbruch 1756.                                                                                             | Kollmar              | (53° 44′ 58,3″ N, 9° 26′ 10,4″ O) | | [ 6 ]  | 6      |
| Fotos hochladen | Kuhle, entstanden nach einem Deichbruch 1634 | Neuendorf            | (53° 44′ 2,6″ N, 9° 31′ 16,3″ O)  | | [ 7 ]  | 7      |
| Fotos hochladen | Eine allmählich verlandende Reetkuhle | Neuendorf            | (53° 44′ 49,5″ N, 9° 34′ 5,1″ O)  | | [ 8 ]  | 8      |
| BW              | Zwei Kastanien | Wilster              | (53° 55′ 23,9″ N, 9° 21′ 52,9″ O) | 1 Baum im Dezember 2008 gefällt (Hallimasch-Befall), der andere 2012 gefällt (nicht mehr vorhanden, aber noch im Naturbuch) | [ 9 ]  | 9      |
| Fotos hochladen | Baumgruppe aus fünf Bäumen auf einem Grundstück: eine Esche | Wilster              | (53° 55′ 49,3″ N, 9° 22′ 17,9″ O) | | [ 10 ] | 10     |
| Fotos hochladen | Baumgruppe aus fünf Bäumen auf einem Grundstück: Bild: drei Linden                                                                                               | Wilster              | (53° 55′ 48,8″ N, 9° 22′ 17,9″ O) | |        | 10     |
| Fotos hochladen | Baumgruppe aus fünf Bäumen auf einem Grundstück: eine Kastanie                                                                                                   | Wilster              | (53° 55′ 48″ N, 9° 22′ 19,2″ O)   | |        | 10     |
| BW              | Sechs Linden als Teil einer alten Allee | Drage                | (54° 0′ 11,3″ N, 9° 31′ 8″ O)     | Westlich der Wegegabelung bei der Gastwirtschaft in Drage, am alten Burggraben des Schlosses Drage. 11 Bäume auf 50 m Länge | [ 11 ] | 11     |
| Fotos hochladen | Ungefähr 200 Jahre alte Lindenallee als Privatweg. | Drage                | (54° 0′ 22,8″ N, 9° 30′ 58″ O)    | | [ 12 ] | 12     |
| Fotos hochladen | Zwei Eichen, die Standorte liegen ungefähr 15 Meter auseinander                                                                                                  | Drage                | (54° 0′ 35,8″ N, 9° 30′ 49,6″ O)  | | [ 13 ] | 13     |
| Fotos hochladen | Lindengruppe als Teil einer alten Allee | Drage                | (54° 0′ 30,8″ N, 9° 31′ 47,9″ O)  | | [ 14 ] | 14     |
| Fotos hochladen | Eine etwa 150 Jahre alte Kastanie | Lägerdorf            | (53° 53′ 0,7″ N, 9° 34′ 37,1″ O)  | | [ 15 ] | 15     |
| Fotos hochladen | Etwa 250 Jahre alte Eiche | Lägerdorf            | (53° 52′ 58,6″ N, 9° 34′ 32,7″ O) | | [ 16 ] | 16     |
| Fotos hochladen | Eine etwa 250–300 Jahre alte Eiche | Drage                | (54° 0′ 21,2″ N, 9° 29′ 14,1″ O)  | | [ 17 ] | 17     |
| Fotos hochladen | Eine etwa 250 Jahre alte Eiche | Fitzbek              | (54° 0′ 15,5″ N, 9° 46′ 15″ O)    | | [ 18 ] | 18     |
| Fotos hochladen | Stärkste Linde im Kreis Steinburg | Drage                | (54° 0′ 26,3″ N, 9° 31′ 21,8″ O)  | | [ 19 ] | 19     |
| Fotos hochladen | Rotbuche an der Kreisstraße 71 gegenüber der Einmündung der Dorfstraße                                                                                           | Drage                | (54° 0′ 15,6″ N, 9° 31′ 7,9″ O)   | | [ 20 ] | 20     |
| Fotos hochladen | Eine etwa 200–250 Jahre alte Stieleiche | Hennstedt            | (54° 1′ 41,8″ N, 9° 43′ 3,7″ O)   | | [ 21 ] | 21     |
| Fotos hochladen | Bergahorn, einzigartig im Kreis Steinburg | Kaisborstel          | (54° 0′ 50,4″ N, 9° 28′ 50,9″ O)  | | [ 22 ] | 22     |
| Fotos hochladen | Zwei mehrhundertjährige Eichen, die größten im Kreis Steinburg; eine davon ist vom Schwefelporling befallen. Die Standorte liegen ungefähr 35 Meter auseinander. | Kellinghusen         | (53° 56′ 50,1″ N, 9° 42′ 26,2″ O) | | [ 23 ] | 23     |
| Fotos hochladen | eine 200–300 Jahre alte Eiche | Quarnstedt           | (53° 57′ 14,2″ N, 9° 47′ 6,3″ O)  | | [ 24 ] | 24     |
| Fotos hochladen | Eine ungefähr 250 Jahre alte Rotbuche | Siezbüttel           | (54° 3′ 9″ N, 9° 26′ 42,6″ O)     | | [ 25 ] | 25     |
| Fotos hochladen | Eine 200–250 Jahre alte Eiche | Willenscharen        | (54° 0′ 44,4″ N, 9° 48′ 47,9″ O)  | | [ 26 ] | 26     |
| Fotos hochladen | Eine Esche in Wrist direkt an der Straße. | Wrist                | (53° 55′ 43,3″ N, 9° 44′ 44,6″ O) | | [ 27 ] | 27     |
| BW              | Eiche | Horst                | (53° 47′ 39,5″ N, 9° 39′ 8,8″ O)  | | [ 28 ] | 28     |
| Fotos hochladen | Etwa 300–400 Jahre alte Eiche | Brokstedt            | (53° 59′ 31,6″ N, 9° 48′ 58,2″ O) | | [ 29 ] | 29     |
| Fotos hochladen | Eiche auf Pferdekoppel; die Sicht auf den Baum ist durch eine Hecke stark eingeschränkt                                                                          | Kellinghusen         | (53° 57′ 26,2″ N, 9° 43′ 18,6″ O) | | [ 30 ] | 30     |
| Fotos hochladen | Etwa 450 Jahre alte Flatterulme | Oelixdorf            | (53° 54′ 54,5″ N, 9° 34′ 1,9″ O)  | | [ 31 ] | 31     |
| Fotos hochladen | Eine ungefähr 250 Jahre alte Rotbuche ist als Knick-Überhälter die stärkste bekannte Buche im Kreis Steinburg                                                    | Warringholz          | (54° 3′ 56,1″ N, 9° 27′ 59″ O)    | | [ 32 ] | 32     |
| Fotos hochladen | Vermutlich mehr als 200 Jahre alte Rotbuche. | Horst                | (53° 48′ 34,9″ N, 9° 38′ 7,7″ O)  | Das Grundstück ist mit mehr als mannshohen Hecken eingezäunt, ein direkter Blick ist nicht möglich                          | [ 33 ] | 33     |
| Fotos hochladen | Eiche am Straßenrand der Hauptstraße 25 in Wulfsmoor | Wulfsmoor            | (53° 54′ 46,8″ N, 9° 43′ 27,2″ O) | | [ 34 ] | 34     |
| Fotos hochladen | Etwa 250 Jahre alte Linde | Hohenlockstedt       | (53° 58′ 11,9″ N, 9° 37′ 30,2″ O) | | [ 35 ] | 35     |